# Weyers Cave, Virginia
Weyers Cave, Virginia (енгл. Weyers Cave) насељено је место без административног статуса у америчкој савезној држави Вирџинија.

## Демографија
По попису из 2010. године број становника је 2.473, што је 1.248 (101,9%) становника више него 2000. године.
| Група             | 2000.         | 2010.         |
| Белци             | 1.182 (96,5%) | 2.110 (85,3%) |
| Афроамериканци    | 11 (0,9%)     | 46 (1,9%)     |
| Азијати           | 1 (0,1%)      | 15 (0,6%)     |
| Хиспаноамериканци | 9 (0,7%)      | 259 (10,5%)   |
| Укупно            | 1.225         | 2.473         |